# Вандерпул-Уоллес, Арианна
Арианна Вандерпул-Уоллес (англ. Arianna Vanderpool-Wallace; род. 4 марта 1990 года, Нассау, Багамы) — багамская пловчиха, бронзовый призёр чемпионата мира на короткой воде 2010 года на дистанции 50 метров вольным стилем, чемпионка Панамериканских игр 2015 года, многократная чемпионка Центральноамериканских и Карибских игр. Участница Олимпийских игр 2008, 2012 и 2016 годов.

## Карьера
Арианна Вандерпул-Уоллес — дочь багамского политика Винсента Вандерпул-Уоллеса. Её международный дебют случился в 2007 на Панамериканских играх в Рио-де-Жанейро, где пловчиха заняла шестое место на дистанции 100 метров баттерфляем, прошла в полуфинал на дистанции 50, 100 и 200 метров вольным стилем. Вместе с подругами по команде Аланой Дилетт, Алисией Лайтберн и Никией Дево завоевала бронзовую медаль в эстафете 4×100 м комбинированным стилем.
В августе 2008 года участвовала в летних Олимпийских играх в Пекине на дистанции 50 и 100 метров вольным стилем. На короткой дистанции заняла 24-е место, на более длинной заняла 28-е место.
На чемпионате мира на короткой воде в 2010 году, проходившем в Дубае, Арианна завоевала бронзовую медаль на дистанции 50 метров вольным стилем, 9-е место - на 100 метров вольным стилем.
В 2011 году приняла участие в чемпионате мира в Шанхае, где оба раза попала в десятку сильнейших: 7 место - 50 метров вольным стилем и 10 место - 100 метров вольным стилем.
На Олимпийских играх 2012 года в Лондоне багамка также участвовала в соревнованиях в двух своих коронных дисциплинах: 8 место - 50 метров вольным стилем, 10 место - 100 метров вольным стилем.
На чемпионате мира 2013 года в Барселоне дважды остановилась на стадии полуфинала (15 место - 50 метров, 10 место - 100 метров).
На Олимпийских играх 2016 года заняла 9-е место на дистанции 50 метров вольным стилем и 18-е место на дистанции 100 метров вольным стилем.
Спортсменка учится в Обернском университете, расположенном в штате Алабама, США. За клуб университета она и выступает.

## Личные рекорды
Короткая вода
| Дисциплина          | Время | Дата            | Место |
| ------------------- | ----- | --------------- | ----- |
| 50 м вольный стиль  | 24,04 | 19 декабря 2010 | Дубай |
| 100 м вольный стиль | 52,85 | 16 декабря 2010 | Дубай |

Длинная вода
| Дистанция           | Время | Дата           | Место  |
| ------------------- | ----- | -------------- | ------ |
| 50 м вольный стиль  | 24,64 | 3 августа 2012 | Лондон |
| 100 м вольный стиль | 53,73 | 1 августа 2012 | Лондон |